# James Reilly
James Francis Reilly II (Base Aérea de Mountain Home, 18 de março de 1954) é um astronauta e geólogo norte-americano, veterano de três missões no espaço do programa do Ônibus Espacial.
Graduado com bacharelado, mestrado e doutorado em Geociências, Reilly é oficial da reserva da Marinha dos Estados Unidos. Como geólogo, participou de expedições científicas à Antártica e trabalhou para empresas particulares de exploração de minérios e prospecção de gás e petróleo do fim dos anos 1970 ao começo dos anos 1990. Paralelamente, participou de projetos de pesquisa biológica em águas profundas, passando 22 dias submerso em veículos de pesquisa marinha em grande profundidade, operados por institutos oceanográficos e pela marinha americana.
Selecionado pela NASA em 1994, Reily completou um ano de treinamento no Centro Espacial Lyndon B. Johnson, em Houston, e foi qualificado como especialista de missão em voos orbitais. Foi ao espaço pela primeira vez em 1998 na nave Endeavour e novamente em 2001 na missão STS-104, trabalhando tanto na Estação Espacial Internacional quanto na estação russa Mir. Nestas duas primeiras missões, acumulou um total de 517 horas em órbita, incluindo três caminhadas no espaço.
Em 8 de junho de 2007 subiu ao espaço pela terceira vez na missão STS-117 Atlantis, para uma missão de treze dias na ISS, que instalou os grandes painéis solares da estação.